# Yakoma (territoire)
Pour les articles homonymes, voir Yakoma.
Yakoma est un territoire et une localité de la province du Nord Ubangui en république démocratique du Congo. 
Ce territoire fait partie de la province du Nord Ubangui et est peuplé essentiellement de Ngbandi, ainsi que d'Akpakabeti.

## Secteurs

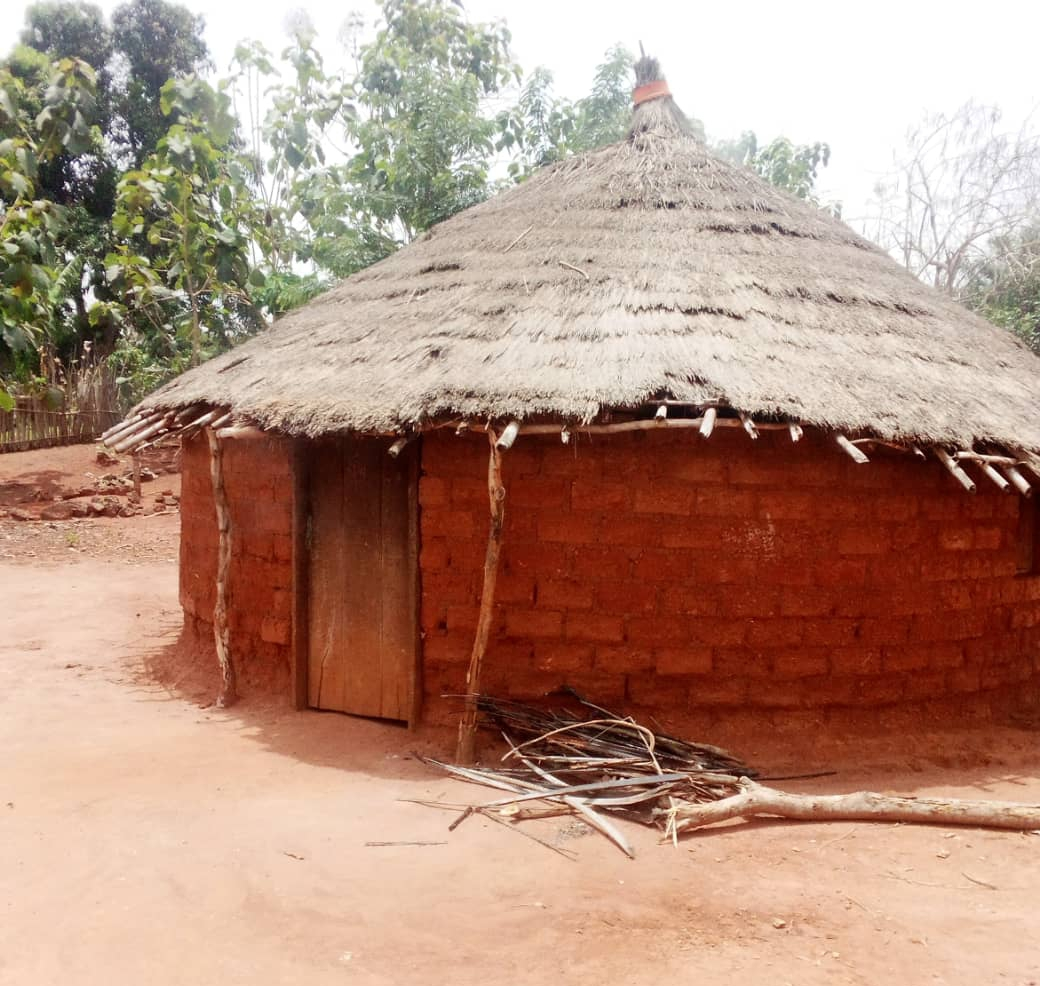
Case ronde dans un village.

Le territoire de Yakoma est divisé en trois secteurs :
- Abumombazi : seize groupements de 82 villages ;
- Wapinda : six groupements de 68 villages ;
- Yakoma : douze groupements de 116 villages.

## Démographie
| 1994    | 2004    |
| ------- | ------- |
| 159 412 | 235 800 |